# Solenopsis dysderces
Solenopsis dysderces är en myrart som beskrevs av Roy R. Snelling 1975. Solenopsis dysderces ingår i släktet eldmyror, och familjen myror. Inga underarter finns listade i Catalogue of Life.